# Archiconchoecerra longiseta
Archiconchoecerra longiseta is een mosselkreeftjessoort uit de familie van de Halocyprididae. De wetenschappelijke naam van de soort is voor het eerst geldig gepubliceerd in 1978 door Deevey.